# Прокламація

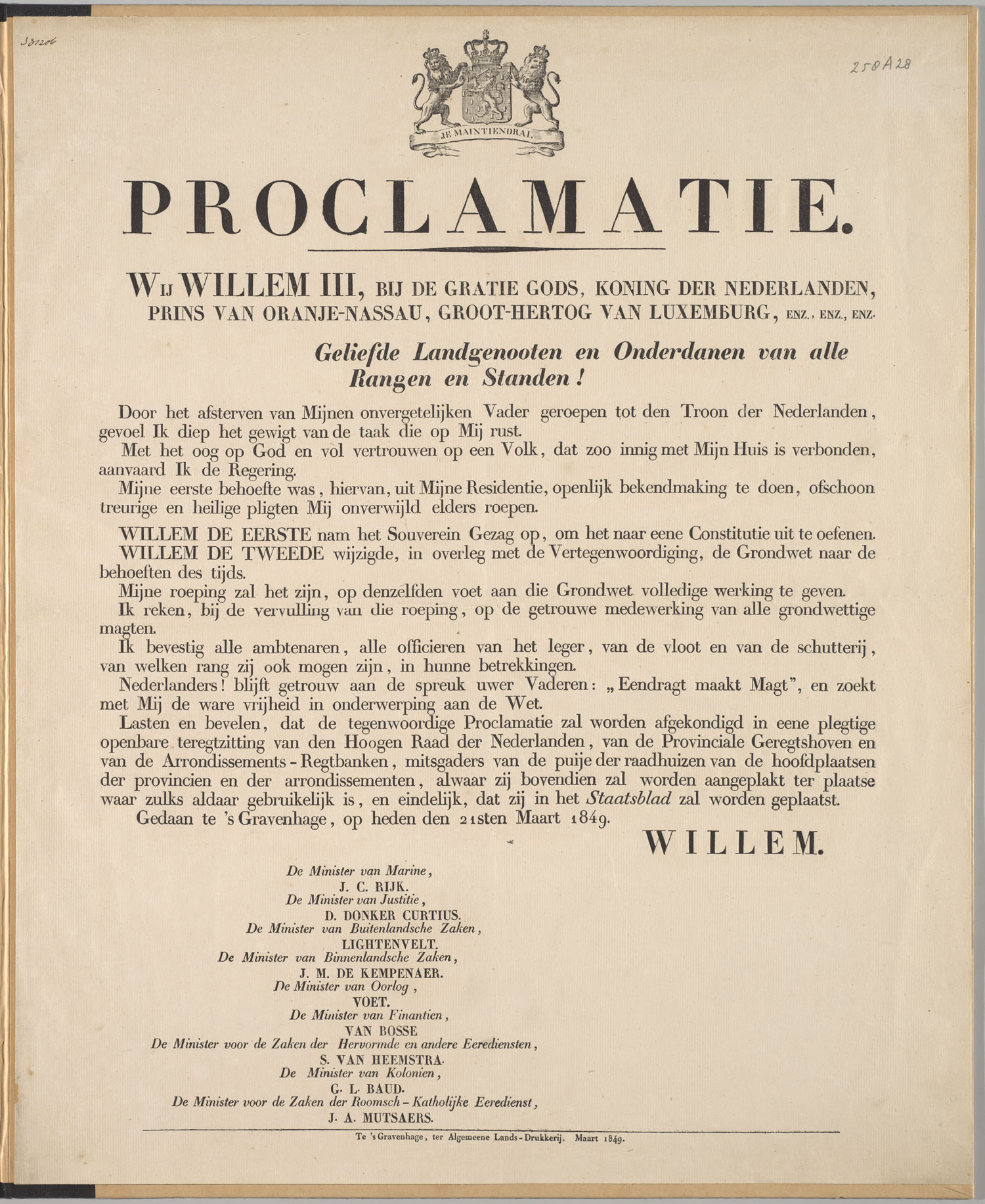
Прокламація короля Нідерландів Вільгельма III про його сходження на престол, 1849

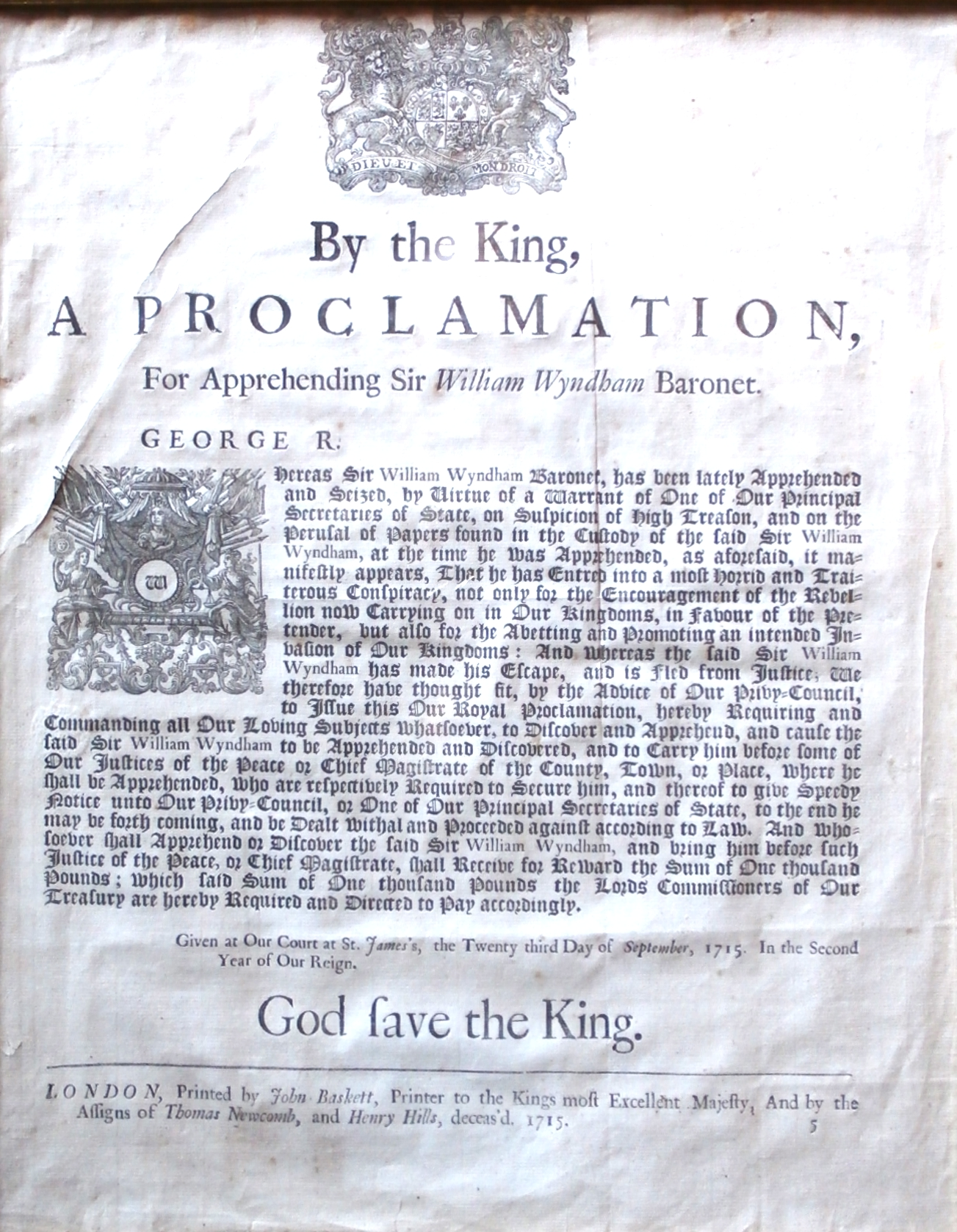
Листівка, що публікує королівську прокламацію короля Георга I від 23 вересня 1715 про «виявлення та затримання», лідера якобітів.

Проклама́ція, Проголошення (від лат. proclamatio — проголошення, заклик) — промова, звернення у формі листівки.

## Основне значення
В українській мові слово використовувалося в XIX — початку XX століття для позначення документа у вигляді листівки, як правило, видавався нелегально для політичних цілей і містив заклик до яких-небудь активних політичних дій: демонстрацій, страйків, акцій громадянської непокори тощо.
Нині термін можна вважати, що вийшов з ужитку, його замінює термін «листівка».
Прокламація також могла означати офіційний документ, в цьому сенсі значення цього терміна близько до значення терміна «Декларація». Приклади прокламацій в цьому значенні:
- «Прокламація князя О. І. Барятинського» — оголошення від імені імператора Російської імперії в 1860 році про прощення чеченського і дагестанського народів за ворожі дії в Кавказькій війні.
- «Прокламація про звільнення рабів» — документ, складений і підписаний Авраамом Лінкольном, що оголошував скасування рабства в Південних штатах США.